# Iglesia de Santa Cristina (Madrid)
La iglesia de Santa Cristina es un templo ubicado en Madrid. En origen diseñada en estilo neogótico, finalmente Repullés y Vargas ejecutó un edificio neomudéjar. Se ubica en el barrio de Puerta del Ángel. Durante los periodos iniciales de la Guerra Civil fue convertida en una checa.

## Historia
A finales del siglo XIX la reina regente María Cristina decidió fundar un asilo para los niños de las familias pobres madrileñas. En 1892 se inauguró este asilo en el paseo de Extremadura ubicado en la zona del ensanche madrileño. En 1904, anexo al edificio del asilo se decidió construir una iglesia cuyo diseño se encargó al arquitecto español Enrique María Repullés y Vargas. La edificación del templo terminó en el año 1906.

## Características
Se trata de una iglesia de estilo neomudéjar dispuesto al modo del llamado paramento toledano. La torre hace a la vez de fachada principal.